# Asian Dub Foundation
Asian Dub Foundation blev dannet i 1993 i London som udløber af et kommunalt musikprojekt for andengenerations-indvandrere. Hovedkræfterne var to af kursets lærere, Dr. Das og Pandit G, samt eleven Deedar Zaman.
Asian Dub Foundation har løbende udvidet sin medlemsskare og indføjet nye musikalske tendenser i sit i forvejen bredspektrede lydbillede. Traditionelle pakistanske instrumenter mixes med hypermoderne samples, og som noget helt specielt er guitaristen Chandrasonic kendt for at stemme sin guitar som en sitar og spille på den med knive.
Asian Dub Foundations debutalbum 'Facts And Fiction' udkom i 1995 uden at gøre større væsen af sig. Til gengæld opnåede de hurtigt ry for at være et hyperenergisk live-band og kom tidligt i karrieren på turné med både Primal Scream og Beastie Boys.
I 1997 fik de med nummeret 'Free Satpal Ram' for første gang større opmærksomhed. Teksten var et optændt forsvar for den indisk-fødte immigrant Satpal Ram, der på et tvivlsomt grundlag var blevet dømt for mord. Asian Dub Foundation agiterede for at domsfældelsen havde racistiske undertoner, nummeret var med til at sætte fokus på sagen, og Satpal Ram blev senere løsladt.
Politik har i det hele taget altid spillet en stor rolle i Asian Dub Foundations univers. Gruppens seneste album 'Tank' tager med stærkt kritiske briller fat på den aktuelle verdenssituation med bl.a. invasionen af Irak, vestens krig mod terror og det spændte forhold mellem Pakistan og Indien.
Udover at indspille egne plader har Asian Dub Foundation desuden arbejdet med filmmusik. Bl.a. gen-digtede de soundtracket til filmen 'La Haine' af Mathieu Kassovitz – en film om unge, utilpassede immigranter i en forstad til Paris – og opførte det ved forevisninger af filmen. Det samme har de gjort med musikken til den stærkt kontroversielle 'La Bataille d'Alger' fra 1965 om den algierske frihedskamp.
Senest har Asian Dub Foundation på bestilling fra The English National Theatre arbejdet på musik til en opera om Oberst Gaddafis liv.

## Diskografi

### Albums
- 1995: Facts And Fiction
- 1997: R.A.F.I.
- 1998: Rafi's Revenge
- 2000: Community Music
- 2001: Frontline 93-97: Rarities & remixes' (compilation)
- 2003: Enemy Of The Enemy
- 2003: Keep Banging On The Walls' (live)
- 2005: Tank